# Nils Wästberg
Nils Gunnar Wästberg, född 29 december 1914 i Bollnäs, död 25 november 2003 i Hudiksvall, var en svensk friidrottare (stavhopp). Han vann SM-guld i stavhopp två gånger. Han tävlade inom landet för Strands IF.
Han var från 1940 gift med Astrid Wästberg (1916–2004). Makarna är begravda på Sofiedals griftegård i Hudiksvall.

### Fotnoter
1. 1 2  Sveriges Dödbok 1901–2009, DVD-ROM, Version 5.00, Sveriges Släktforskarförbund (2010).
2. ↑  Begravda i Sverige, CD-ROM, Version 1.00, Sveriges Släktforskarförbund.